# Grand Prix moto de France 1990
Le Grand Prix moto de France 1990 est la dixième manche du championnat du monde de vitesse moto 1990. La compétition s'est déroulée du 20 au 22 juillet 1990 sur le circuit Bugatti au Mans. C'est la 62e édition du Grand Prix moto de France.

## Résultats des 500 cm³
| Pos  | Pilote               | Moto              | Temps           | Points |
| ---- | -------------------- | ----------------- | --------------- | ------ |
| 1    | Kevin Schwantz       | Suzuki            | 48 min 05 s 213 | 20     |
| 2    | Wayne Gardner        | Honda             | +2 s 420        | 17     |
| 3    | Wayne Rainey         | Yamaha            | +3 s 333        | 15     |
| 4    | Mick Doohan          | Honda             | +4 s 865        | 13     |
| 5    | Eddie Lawson         | Yamaha            | +10 s 157       | 11     |
| 6    | Niall Mackenzie      | Suzuki            | +20 s 480       | 10     |
| 7    | Randy Mamola         | Cagiva            | +1 min 18 s 898 | 9      |
| 8    | Juan Garriga         | Yamaha            | +1 min 30 s 771 | 8      |
| 9    | Marco Papa           | Honda             | +1 min 41 s 299 | 7      |
| 10   | Ron Haslam           | Cagiva            | +1 tour         | 6      |
| 11   | Eddie Laycock        | Honda             | +1 tour         | 5      |
| 12   | Cees Doorakkers      | Honda             | +1 tour         | 4      |
| Abd. | Jean-Philippe Ruggia | Yamaha            | Abandon         |        |
| Abd. | Christian Sarron     | Yamaha            | Abandon         |        |
| Abd. | Karl Truchsess       | Honda             | Abandon         |        |
| Abd. | Rachel Nicotte       | Chevallier Yamaha | Abandon         |        |
| Abd. | Vittorio Scatola     | Paton             | Abandon         |        |
| Abd. | M. Troesch           | Honda             | Abandon         |        |
| Abd. | Alex Barros          | Cagiva            | Abandon         |        |

## Résultats des 250 cm³
| Pos  | Pilote              | Moto     | Temps           | Points |
| ---- | ------------------- | -------- | --------------- | ------ |
| 1    | Carlos Cardus       | Honda    | 41 min 9 s 803  | 20     |
| 2    | Luca Cadalora       | Yamaha   | +14 s 260       | 17     |
| 3    | Loris Reggiani      | Aprilia  | +19 s 453       | 15     |
| 4    | Masao Shimizu       | Honda    | 32 s 133        | 13     |
| 5    | Jacques Cornu       | Aprilia  | +46 s 116       | 11     |
| 6    | Martin Wimmer       | Aprilia  | +49 s 799       | 10     |
| 7    | Didier de Radigues  | Yamaha   | +53 s 104       | 9      |
| 8    | Alex Criville       | Yamaha   | +57 s 266       | 8      |
| 9    | Alberto Puig        | Yamaha   | +59 s 729       | 7      |
| 10   | Paolo Casoli        | Yamaha   | +1 min 03 s 611 | 6      |
| 11   | Andrea Borgonovo    | Aprilia  | +1 min 04 s 757 | 5      |
| 12   | Jean-Pierre Jeandat | Honda    | +1 min 05 s 547 | 4      |
| 13   | Harald Eckl         | Aprilia  | +1 min 08 s 735 | 3      |
| 14   | Bernard Haenggeli   | Aprilia  | +1 min 10 s 363 | 2      |
| 15   | Andy Preining       | Aprilia  | +1 min 10 s 533 | 1      |
| 16   | Jose Barresi        | Yamaha   | +1 min 16 s 317 |        |
| 17   | Jochen Schmid       | Honda    | +1 min 17 s 105 |        |
| 18   | Bernd Kassner       | Honda    | +1 min 27 s 609 |        |
| 19   | Alberto Rota        | Yamaha   | +1 min 37 s 977 |        |
| 20   | Kevin Mitchell      | Yamaha   | +1 min 38 s 546 |        |
| 21   | Marcellino Lucchi   | Aprilia  | +1 min 38 s 875 |        |
| 22   | Urs Jücker          | Yamaha   | +1 min 44 s 544 |        |
| 23   | Erich Neumair       | Yamaha   | +1 tour         |        |
| 24   | Harald Becker       | Yamaha   | +1 tour         |        |
| Abd. | Jorge Martinez      | JJ Cobas | Abandon         |        |
| Abd. | Jean Foray          | Yamaha   | Abandon         |        |
| Abd. | John Kocinski       | Yamaha   | Abandon         |        |
| Abd. | Renzo Colleoni      | Aprilia  | Abandon         |        |
| Abd. | Alain Bronec        | Aprilia  | Abandon         |        |
| Abd. | Wilco Zeelenberg    | Honda    | Abandon         |        |
| Abd. | Christian Sarron    | Honda    | Abandon         |        |
| Abd. | Adrien Morillas     | Aprilia  | Abandon         |        |
| Abd. | Rachel Nicotte      | Yamaha   | Abandon         |        |
| Abd. | Carlos Lavado       | Aprilia  | Abandon         |        |
| Abd. | Corrado Catalano    | Aprilia  | Abandon         |        |
| Abd. | Alan Carter         | Honda    | Abandon         |        |

## Résultats des 125 cm³
| Pos | Pilote     | Moto  | Temps | Points |
| --- | ---------- | ----- | ----- | ------ |
| 1   | Hans Spaan | Honda |       | 20     |